# Kátai Imre
Kátai Imre (Kiskunlacháza, 1938. május 13. –) Széchenyi-díjas magyar matematikus, egyetemi tanár, a Magyar Tudományos Akadémia rendes tagja. A számelmélet neves kutatója. 1970 és 1977 között az Eötvös Loránd Tudományegyetem Természettudományi Kar dékánja.

## Életpályája
1956-ban érettségizett, majd beiratkozott a Szegedi Tudományegyetemre, majd 1957-ben átment az Eötvös Loránd Tudományegyetem matematika–alkalmazott matematika szakára, ahol 1961-ben szerzett matematika tanári és alkalmazott matematikusi diplomát.
Diplomájának megszerzése után az Eötvös Loránd Tudományegyetem Algebra és Számelmélet Tanszék munkatársaként kezdett el dolgozni. Végigjárva az oktatói ranglétrát 1970-ben vette át egyetemi tanári kinevezését a Numerikus és Gépi Matematika Tanszéken, ahol a tanszékvezetői feladatok ellátásával is megbízták. 1970 és 1977 között az egyetem Természettudományi Karának dékánja volt. 1980-ban kinevezték az ELTE Számítógépközpontjának igazgatójává. A Komputeralgebra Tanszék vezetésével bízták meg a tanszék 1992-es megalakulásakor. A tanszéket az Informatikai Kar különválása után is vezette, egészen 2003-ig. 2008-ban professor emeritus kinevezést kapott. Több éven át az MTA és az ELTE közös Alkalmazott Számelméleti Kutatócsoportjának vezetője. Budapesti állása mellett a Janus Pannonius Tudományegyetem Alkalmazott Matematika és Informatika Tanszékén egyetemi tanár volt. Vendégprofesszorként az Amerikai Egyesült Államokban, Németországban, Egyiptomban, Kanadában, Franciaországban dolgozott.
1965-ben védte meg a matematikai tudományok kandidátusi, 1969-ben akadémiai doktori értekezését. Az MTA Matematikai, valamint az Informatikai és Számítástudományi Bizottságnak lett tagja. 1979-ben megválasztották a Magyar Tudományos Akadémia levelező, 1985-ben rendes tagjává. 1995-től 2004-ig a Felügyelőbizottság tagja volt.
Az Annales Universitatis ELTE Sectio Computatorica alapító főszerkesztője. Az Acta Mathematica Hungarica, az Annales Universitatis ELTE Sectio Mathematica, az Alkalmazott Matematikai Lapok szerkesztőbizottságának tagja.

## Munkássága
Fő kutatási területe az analitikus és valószínűségelméleti számelmélet. Ezen a területen érte el legfontosabb eredményeit. Jelentősek a fraktálgeometria területén elért eredményei. Eddig körülbelül háromszáznegyven tudományos dolgozatot írt nemzetközileg jegyzett folyóiratokban.
Kiemelkedő szerepe volt a programozó és programtervező matematikus képzés programjának kidolgozásában, különböző tantárgyak oktatásában. Ehhez a képzéshez hét jegyzetet írt.

## Díjai, elismerései
- Munka Érdemrend arany fokozata (1977)
- Akadémiai Díj (1978)
- Széchenyi-díj (1995) – az analitikus számelmélet számos területén elért nemzetközileg is elismert kiemelkedő eredményeiért, a tudományegyetemeken folyó informatikai szakemberképzés megteremtése érdekében végzett oktatói és oktatásszervezési munkásságáért.
- A Magyar Köztársasági Érdemrend középkeresztje (2005)
- Universitatis (ELTE)

## Főbb publikációi
- Számelméleti függvények (1977)
- Szabályos viselkedésű aritmetikai függvények (1989)